# 清水第八プレアデス
清水第八スポーツクラブ（しみずだいはちスポーツクラブ）は静岡県静岡市（旧・清水市）を本拠地とするサッカークラブであるが、 一般には2010年まで日本女子サッカーリーグに所属していた女子サッカーチーム「清水第八プレアデス」が知られている。そのためここではプレアデスについて記述する。
日本の女子サッカー創成期の強豪であったが日本女子サッカーリーグ（JLSL：のちのL・リーグ）に当初は不参加のため主力選手流出で弱体化。2001年に念願のL・リーグ入りを果たしたが、二部制となった2004年から2010年まで2部リーグ（当時L・リーグ2部(L2)、のちのなでしこリーグ2部、2010年はチャレンジリーグEAST）に所属し、2010年の入れ替え戦の結果、日本女子サッカーリーグから降格したが2013年チャレンジリーグに再昇格。しかし2015年は東海女子サッカーリーグに降格。
クラブの名称は前身となる「清水第八青年学級」に由来し、また「八」の字形が地元の名勝・富士山を連想させることや、「末広がり」のため日本一になる目標にも通じるためであるといわれる。

## クラブの概要・歴史
国の青少年教養育成機関である「清水第八青年学級」を前身に、1947年から「第八総合スポーツ青年団」という名称で発足する。当時は男子メンバーが中心であったが、清水市内の入江小学校にあった女子サッカーチームに所属していた選手が1978年に第八中学校に進学にあわせて加入し女子部が誕生。のち女子チームが主体となっていった。
皇后杯全日本女子サッカー選手権大会（男子サッカーの天皇杯に相当）には1980年の第1回大会から参加。翌1981年の第2回大会から1987年の第8回大会まで7年連続して優勝。1988年の第9回大会でも準優勝を成し遂げ、日本女子代表を数多く輩出する黄金期を迎えた。
しかし1989年に誕生する日本女子サッカーリーグには不参加を決めたため、主力選手であった木岡二葉、半田悦子、山口小百合、山田千愛が同じ清水市を拠点とする清水FCレディースに移籍。また本田美登里は読売ベレーザに移籍した。
その後も静岡県の県リーグに参加して全日本女子サッカー選手権大会に東海地区代表としてほとんどの年に進出をし、また1992年からJLSLチャレンジリーグに参加してJLSL（→L・リーグ）入りの準備をしたが昇格ができずにいた。
やがて2001年にL・リーグ入りを果たし、一次リーグ（東地区）では最下位に終わるものの決勝リーグ（下位リーグ）で浦和レイナス、スペランツァF.C.高槻を下して2位となり総合で6位の成績を残した。しかしその後は主力選手の移籍、故障者の続出で苦戦が続き、二部制となった2004年から2部リーグ(当時のL2)に所属、2007年からは日本女子サッカーリーグ所属のチームを清水第八プレアデスと改名した。
2010年は2部リーグの機構改革により「プレナスチャレンジリーグ・イーストディビジョン」に参戦し、1部リーグなでしこリーグへの昇格権利が与えられる「なでしこリーグ準加盟」になった。イーストディビジョンの準加盟はAC長野パルセイロ・レディースと2チームだけであり、規定により5位以内ならなでしこリーグ入れ替え戦出場決定戦 に参加できるところだったが、年間で2勝（11敗2分け）しか挙げられず最下位の6位で終わったため、なでしこリーグへの挑戦権は得られず、チャレンジリーグ入れ替え戦 にチャレンジリーグ残留をかけることとなった。しかし、そのチャレンジリーグ入れ替え戦でも吉備国際大学に2試合合計1-3（第1戦0-3、第2戦1-0）で敗れ、チャレンジリーグから東海リーグへの降格が決定した。これによりなでしこリーグ準加盟の資格も抹消された。
2011年のチャレンジリーグ入れ替え戦出場チーム決定戦でつくばFCレディースと1回戦で対戦するが、1-1の同点で迎えたPK戦で4-5で敗北し、復帰はならなかった。2012年のチャレンジリーグ入替戦予選大会で益城ルネサンス熊本FCに3-2で勝利し、3年ぶりにチャレンジリーグ復帰を果たした。
しかし2014年シーズンは僅か1勝しかあげられず最下位の16位となり、入替戦に回ったが、2年前と同じ対戦となった益城ルネサンス熊本FCに2試合合計で0-5で敗れ、3年ぶりに東海リーグへの降格が決まった。
1年でのチャレンジリーグ復帰を目指した2015年の東海1部リーグでは、さらにチームが低迷し、1勝（1分け8敗　勝ち点4）しか挙げられず、チャレンジリーグ入れ替え戦出場も認められなかった うえ、東海2部リーグに降格となった
1. ↑  東西それぞれの地区の準加盟チームの中で成績上位2チームずつまでに出場権が与えられるが、その地区の準加盟が2チーム以下であっても最下位チームは規定によりなでしこリーグ入れ替え戦には出場できず、チャレンジリーグ入れ替え戦に回る
2. ↑  日本女子サッカーリーグに新規参入を希望する地方のクラブを対象に主催者が審査し、加盟相当と認められたチームを対象に行う「チャレンジリーグ入れ替え戦出場決定戦」の成績上位チームと、チャレンジリーグの東西それぞれの最下位チームによる対戦
3. ↑  2015年度から3部制が敷かれ、チャレンジリーグは3部相当に格下げとなった。そのため事実上は2部から2階級降格の形となる
4. ↑  平成27年度（第16回）東海女子サッカー1部リーグ星取表

## チーム成績

### JLSLチャレンジリーグ
| 年度 | チーム名               | リーグ               | チーム数 | 試合 | 勝点 | 勝 | 分 | 敗 | 順位 |
| ---- | ---------------------- | -------------------- | -------- | ---- | ---- | -- | -- | -- | ---- |
| 1992 | 清水第八スポーツクラブ | JLSLチャレンジリーグ | 4        | 6    | 5    | 2  | 1  | 3  | 3位  |
| 1993 | 清水第八スポーツクラブ | JLSLチャレンジリーグ | 4        | 6    | 5    | 2  | 1  | 3  | 3位  |
| 1994 | 清水第八スポーツクラブ | JLSLチャレンジリーグ | 3        | 8    | 6    | 2  | 2  | 4  | 2位  |
| 1995 | 清水第八スポーツクラブ | JLSLチャレンジリーグ | 3        | 4    | 0    | 0  | 0  | 4  | 3位  |

- 勝ち点は「勝ち2、引き分け1、負け0」

### 日本女子サッカーリーグ
| 回   | 年度 | チーム名               | リーグ                      | チーム数 | 試合 | 勝点 | 勝 | 分 | 敗 | 順位 |
| ---- | ---- | ---------------------- | --------------------------- | -------- | ---- | ---- | -- | -- | -- | ---- |
| 13   | 2001 | 清水第八スポーツクラブ | L・リーグ                   | 10       | 13   | 12   | 3  | 3  | 7  | 6位  |
| 14   | 2002 | 清水第八スポーツクラブ | L・リーグ                   | 11       | 11   | 4    | 1  | 1  | 9  | 10位 |
| 15   | 2003 | 清水第八スポーツクラブ | L・リーグ                   | 13       | 18   | 13   | 4  | 1  | 13 | 11位 |
| (16) | 2004 | 清水第八スポーツクラブ | L・リーグ2部 (L2)           | 6        | 15   | 4    | 1  | 1  | 13 | 6位  |
| (17) | 2005 | 清水第八スポーツクラブ | L・リーグ2部 (L2)           | 7        | 18   | 7    | 2  | 1  | 15 | 6位  |
| (18) | 2006 | 清水第八スポーツクラブ | なでしこリーグディビジョン2 | 8        | 21   | 6    | 1  | 3  | 17 | 7位  |
| (19) | 2007 | 清水第八プレアデス     | なでしこリーグディビジョン2 | 8        | 21   | 8    | 2  | 2  | 17 | 7位  |
| (20) | 2008 | 清水第八プレアデス     | なでしこリーグディビジョン2 | 9        | 16   | 11   | 2  | 5  | 9  | 7位  |
| (21) | 2009 | 清水第八プレアデス     | なでしこリーグディビジョン2 | 8        | 21   | 25   | 6  | 7  | 8  | 4位  |
| (22) | 2010 | 清水第八プレアデス     | チャレンジリーグEAST        | 6        | 15   | 8    | 2  | 2  | 11 | 6位  |
| (25) | 2013 | 清水第八プレアデス     | チャレンジリーグ            | 16       | 22   | 10   | 3  | 1  | 18 | 14位 |
| (26) | 2014 | 清水第八プレアデス     | チャレンジリーグ            | 16       | 22   | 3    | 1  | 0  | 21 | 16位 |

- 予選（地区）リーグと決勝リーグを採用した2001年から2003年までの成績は年間順位。チーム数は両地区の合計チーム数。
- 勝ち点は「勝ち3、引き分け1、負け0」
- 2004年から二部制に移行。チーム数は所属リーグのみ。
- 2003年まではシーズン名に「第○回」と表記されていたが、2004年からは西暦年で表記するようになった。

### 東海女子サッカーリーグ
| 年度 | チーム名           | チーム数 | 試合 | 勝点 | 勝 | 分 | 敗 | 順位 |
| ---- | ------------------ | -------- | ---- | ---- | -- | -- | -- | ---- |
| 2011 | 清水第八プレアデス | 10       | 13   | 36   | 12 | 0  | 1  | 優勝 |
| 2012 | 清水第八プレアデス | 12       | 11   | 20   | 6  | 2  | 3  | 4位  |
| 2015 | 清水第八プレアデス | 6 / 1部  | 10   | 4    | 1  | 1  | 8  | 6位  |
| 2016 | 清水第八プレアデス | 6 / 2部  | 10   | 24   | 7  | 0  | 3  | 優勝 |
| 2017 | 清水第八プレアデス | 6 / 1部  | 10   | 1    | 0  | 1  | 9  | 6位  |

## 獲得タイトル
- 皇后杯全日本女子サッカー選手権大会：7回
  - 1980年, 1981年, 1982年, 1983年, 1984年, 1985年, 1986年
- 清水市長杯・全日本チャンピオンズカップ：2回
- 全日本選抜女子サッカー大会：1回

## チームカラー
- チームカラーは赤

### ユニフォームサプライヤー
- PENALTY

## 歴代監督
(日本女子サッカーリーグ参入時)
- 2001年　杉山勝四郎
- 2002年 - 2007年　東城薫
- 2008年 -　山梨京子

## 選手

### 現在所属している選手
| No. | 名前                         | P     | 生年月日   | 出身     | 前所属                 |
| --- | ---------------------------- | ----- | ---------- | -------- | ---------------------- |
| 1   | 土屋亜矢(つちや あや)        | GK    | 1994/8/18  | 静岡市   | JAPANサッカーカレッジ  |
| 2   | 馬場早優美 (ばば さゆみ)     | DF    | 1992/1/22  | 静岡市   | 大阪体育大学           |
| 3   | 肥留川海生(ひるかわ みお)    | DF    | 1993/10/19 | 埼玉県   | 成立学園高等学校       |
| 4   | 幡鎌千里 (はたかま ちさと)   | DF    | 1998/3/10  | 静岡市   |                        |
| 5   | 金城若菜 (かなしろ わかな)   | MF    | 1982/1/20  | 東京都   | 大阪体育大学           |
| 6   | 宮川朋子 (みやがわ ともこ)   | MF    | 1987/1/11  | 富士市   | 日本体育大学           |
| 7   | 松田夏希 (まつだ なつき)     | MF    | 1998/7/14  | 静岡市   | 清水クラブ             |
| 8   | 八巻琴美(やまき ことみ)      | MF    | 1995/9/29  | 静岡市   | 常葉学園橘高等学校     |
| 9   | 大多和春香 (おおたわ はるか) | FW    | 1998/4/14  | 静岡市   | SALFUS oRs             |
| 10  | 鈴木直実 (すずき なおみ)     | FW    | 1996/3/22  | 静岡市   | 伊賀FCくノ一サテライト |
| 11  | 梶川彩香 (かじかわ さやか)   | FW    | 1994/11/5  | 神奈川県 | JAPANサッカーカレッジ  |
| 12  | 春田愛 (はるた めぐみ)       | DF    | 1997/6/30  | 静岡市   |                        |
| 13  | 磯部奈南 (いそべ ななみ)     | DF    | 1997/6/10  | 静岡市   |                        |
| 14  | 杉浦有希 (すぎうら あき)     | MF    | 1997/5/27  | 静岡市   |                        |
| 15  | 望月春奈 (もちづき はるな)   | GK/MF | 1999/1/6   | 静岡市   |                        |
| 16  | 酒井藍莉 (さかい あいり)     | MF    | 1998/8/6   | 静岡市   | 藤枝順心ジュニアユース |
| 17  | 遠藤佑香 (えんどう ゆうか)   | FW    | 1998/12/4  | 静岡市   |                        |
| 18  | 西ヶ谷紀恵 (にしがや のりえ) | DF    | 1982/10/14 | 静岡市   | 清水FC女子             |
| 19  | 近藤祐衣 (こんどう ゆい)     | FW    | 1995/3/9   | 東京都   |                        |

### かつて所属していた選手
- 伊井清乃 (元バニーズ京都SC・元U-16サッカー日本女子ユース選抜)
- 海野恵津子（現クラブ主務）
- 笠嶋由恵 (元ASエルフェン狭山FC・元サッカー日本女子代表)
- 神谷藍（引退）
- 木岡二葉 (元鈴与清水FC・元サッカー日本女子代表・現女子サッカーFIFA親善大使)
- 桒原沙緒莉　(元TEPCOマリーゼ・現フットサル選手(現姓・川添)）
- 佐藤衣里子 (元TEPCOマリーゼ・元サッカー日本女子代表)
- 佐藤シェンネン (元岡山湯郷Belle・元U-20サッカー日本女子代表)
- 佐山万里菜 (現プロボクサー)
- 島田素英（元鈴与清水FC・大原学園JaSRA女子SC/元宝塚バニーズLSC監督・福岡J・アンクラスGKコーチ）
- 杉山淳子（引退）
- 杉山瞳（引退）
- 田中菜実 (現AC長野パルセイロ・レディース)
- 東城薫（元監督、現GKコーチ）
- 遠山さゆり (現スペランツァFC大阪高槻・元U-18サッカー日本女子代表)
- 中島未来 (元アルビレックス新潟レディース・元U-18サッカー日本女子代表)
- 半田悦子 (元鈴与清水FC・元サッカー日本女子代表・現在は常葉大学附属橘高校女子サッカー部監督)
- 本田美登里 (元読売ベレーザ・AC長野パルセイロ・レディース監督)
- 丸本和美（現清水FCレディース）
- 三浦香子（元バニーズ京都SC）
- 山口小百合 (元鈴与清水FC・元サッカー日本女子代表)
- 山田千愛 (元鈴与清水FC・元サッカー日本女子代表)
- 山梨京子（現監督）